# Неизвестные правители Парфии (105—88 гг. до н. э.)
Неизвестные правители Парфии (105—88 гг. до н. э.) — оставшиеся неизвестными исторической науке два парфянских царя, один за другим пришедшие к власти и правившие в течение недолгого периода, чьи имена и происхождение остались неизвестны, в силу их недолгого нахождения у власти, совпавшим с т. н. периодом Темных веков парфянской истории.

## История
Со 105 по 88 гг. до н. э., когда в Парфии официально правил Митридат II, в силу его старости и фактической неспособности управлять страной к власти смогли прийти ряд иных представителей династии Аршакидов, которые, не свергая самого Митридата, в то же время фактически короновались царями Парфии. Так, при жизни Митридата II к власти смогли прийти Готарз I и Ород I, которые, став соправителями Митридата, небольшой отрезок времени находились у власти, но были свергнуты иными претендентами на трон Парфии.
Истории неизвестны точно имена ещё двух претендентов на трон, свергнувших Готарза и Орода, и в течение одного года сместивших один другого. Последнему из них, известному предположительно как Арсак Теопатор Евергет, удалось процарствовать почти 10 лет, примерно до 77 года до н. э., когда к власти пришёл Санатрук, — тем самым в Парфии установилось двоецарствие — вплоть до 70 г. до н. э., когда Санатруку удалось положить конец периоду двоецарствия и внутренним усобицам в Парфии и передать свой трон по наследству своему сыну Фраату III.